# عرقسوس بخاري
عرقسوس بخاري (الاسم العلمي:Glycyrrhiza bucharica) هو نوع من النباتات يتبع جنس العرقسوس من الفصيلة البقولية.